# Iglesia de la Inmaculada de Montortal
La iglesia de la Inmaculada de Montortal es un templo católico situado en la población de Montortal, en el municipio de La Alcudia. Es Bien de Relevancia Local con identificador número 46.20.019-017.

## Historia
La población fue poblada con cristianos viejos en 1413 y se erigió en parroquia en 1535. El templo actual es del siglo XVIII.

## Descripción
El conjunto protegido incluye el templo, la antigua casa de los Marqueses de Montortal y algunas viviendas colindantes, estas últimas del tipo casa a una mà, de una o dos plantas y con un estilo muy humilde. El conjunto se alinea con el antiguo Camino de Real de Madrid.